# جان جرمی مور
جان جرمی مور (انگلیسی: Jeremy Moore; ۵ ژوئیهٔ ۱۹۲۸ – ۱۵ سپتامبر ۲۰۰۷) فرد نظامی اهل بریتانیا بود. وی همچنین برندهٔ جوایزی همچون صلیب نظامی شده‌است.